# 동대문구 갑 (1958년 선거구)
동대문구 갑은 대한민국의 옛 국회의원 선거구였다. 당시 서울특별시 동대문구의 일부 지역을 관할했다.

## 역사
제4대 국회의원 선거를 앞두고 동대문구 선거구가 갑, 을로 분구되면서 신설되었다.
제9대 국회의원 선거를 앞두고 동대문구 갑, 을 선거구가 동대문구 선거구로 통합되면서 폐지되었다.

## 역대 국회의원
| 선거   | 정당 | 정당       | 의원   |
| ------ | ---- | ---------- | ------ |
| 1958년 |      | 무소속     | 민관식 |
| 1960년 |      | 민주당     | 민관식 |
| 1963년 |      | 민주공화당 | 민관식 |
| 1967년 |      | 신민당     | 송원영 |
| 1971년 |      | 신민당     | 송원영 |

## 역대 선거 결과

### 대한민국 제4대 국회의원 선거
|  | 76.92% |

|  | 17.00% |

|  | 3.92% |

|  | 2.14% |

### 대한민국 제5대 국회의원 선거
|  | 85.62% |

|  | 6.57% |

|  | 3.94% |

|  | 3.85% |

### 대한민국 제6대 국회의원 선거
|  | 29.63% |

|  | 23.87% |

|  | 22.87% |

|  | 16.93% |

|  | 3.45% |

|  | 1.18% |

|  | 1.08% |

|  | 0.95% |

### 대한민국 제7대 국회의원 선거
|  | 56.39% |

|  | 39.31% |

|  | 2.48% |

|  | 0.65% |

|  | 0.58% |

|  | 0.35% |

|  | 0.21% |

### 대한민국 제8대 국회의원 선거
|  | 56.21% |

|  | 42.59% |

|  | 0.39% |

|  | 0.30% |

|  | 0.26% |

|  | 0.22% |